# Angela Brodtka
Angela Brodtka-Hennig (ur. 15 stycznia 1981 w Guben) – niemiecka kolarka szosowa.

## Kariera
Największy sukces w karierze Angela Brodtka osiągnęła w sezonie 2004, kiedy zajęła trzecie miejsce w klasyfikacji generalnej Pucharu Świata. Wyprzedziły ją jedynie Australijka Oenone Wood oraz kolejna Niemka - Petra Rossner. Brodtka wygrała wtedy hiszpański Gran Premio Castilla y León, a w holenderskim Rotterdam Tour i niemieckim Rund um die Nürnberger Altstadt była druga. Nigdy ne zdobyła medalu na mistrzostwach świata, ale zdobyła srebrny medal w wyścigu ze startu wspólnego podczas mistrzostw Europy U-23 w 2001 roku. Jest także trzykrotną brązową medalistką mistrzostw Niemiec w tej samej konkurencji (2004, 2005 i 2007). Nigdy nie brała udziału w igrzyskach olimpijskich.